# Antyszyizm
Treść tego artykułu może nie być zgodna z zasadami neutralnego punktu widzenia,
ponieważ prezentuje generalnie jedynie szyicki punkt widzenia, w tym wiele faktów przedstawiając w sposób zgodny jedynie ze źródłami szyickimi (np. śmierć kolejnych imamów w wyniku otrucia przez sunnitów, co jest tutaj przedstawiane jako niepodważalny, prosty fakt, a w rzeczywistości w kilku przypadkach nie jest wcale pewne).
Dokładniejsze informacje o tym, co należy poprawić, być może znajdują się w dyskusji tego artykułu.
 Po wyeliminowaniu niedoskonałości należy usunąć szablon {{Dopracować}} z tego artykułu.
Antyszyizm – uprzedzenie lub nienawiść wobec muzułmanów szyickich na podstawie ich religii i dziedzictwa. Termin został po raz pierwszy zdefiniowany przez Shia Rights Watch w 2011 roku, ale używany jest w nieoficjalnych badaniach i artykułach naukowych od dziesięcioleci.
Spór o prawidłowego następcę Mahometa doprowadził do powstania dwóch głównych sekt islamu, sunnitów i szyitów. Sunnici, utrzymują, że każdy członek klanu Kurajszytów może potencjalnie stać się następcą Proroka, jeśli decyzja podjęta zostanie większościowo. Szyici twierdzą jednak, że tylko człowiek wybrany przez Boga poprzez Proroka (hadis Ghadir Chumm), może stać się jego następcą, w taki sposób imam Ali (i reszta rodziny Proroka) stał się jedynym suwerenem duchowym i politycznym po śmierci Mahometa. Ustabilizowani militarnie i utrzymujący władzę nad rządami Umajjadów, władcy sunniccy postrzegali szyitów jako zagrożenie – zarówno dla ich politycznej, jak i religijnej władzy.
Pod rządami Umajjadów, sunniccy władcy dążyli do marginalizacji i eksterminacji szyickiej mniejszości, dalsze prześladowania trwały za panowania dynastii Abbasydów. Historycznie, prześladowania szyitów przez sunnickich współwyznawców często charakteryzowała brutalność i akty ludobójstwa. Społeczność szyicka wynosi około 10-15% całej ludności muzułmańskiej, do dziś szyici pozostają marginalizowani w wielu krajach arabskich o większości sunnickiej, bez prawa aby swobodnie praktykować swoją religię bądź uzyskać status większościowy. Radykalni sunnici uznają szyitów za apostatów i niewiernych, traktując szyickich cywili jako usprawiedliwiony cel ataków terrorystycznych.

## Historyczne prześladowania

### Kwestia sukcesji po Mahomecie
W chwili śmierci Mahometa przed muzułmańską wspólnotą stanęło zadanie rozstrzygnięcia sprawy następstwa po nim. Zgodnie z muzułmańską tradycją, powracając ze swojej ostatniej pielgrzymki do Mekki (później nazwaną "pożegnalną"), Mahomet 16 marca 632/18. zu al-hidżdża 10. roku zatrzymał się nad Stawem Chumm i wziąwszy Alego za rękę powiedział: "O ludzie, wiedzcie, że czym Aaron był dla Mojżesza, tym Ali jest dla mnie, z wyjątkiem tego, że po mnie nie będzie żadnego proroka i on będzie waszym obrońcą/następcą (walī) po mnie. Dlatego Ali jest panem każdego, którego ja jestem panem". Potem zaś podniósł rękę Alego i powiedział: "O Boże, bądź miłosierny dla tego, kto jest oddany Alemu, okaż wrogość temu, kto jest jego wrogiem, daj zwycięstwo temu, kto pomaga Alemu, i opuść tego, kto opuści Alego. Niech prawda prowadzi Alego do końca jego życia".
Zdaniem szyitów Mahomet w ten sposób jasno objawił, że Ali ma przejąć po nim władzę, która następnie ma przejść na jego potomków. Sunnici zakładają, iż następcą Mahometa nie musiał być jego członek rodziny jak i potomek. W dniu śmierci Mahometa, w trakcie sekretnej narady jego następcą (to jest kalifem) został mniejszościowo wybrany Abu Bakr, co według szyitów było jawnym pogwałceniem woli Mahometa. Sekretny wybór Abu Bakra, rozpoczął wojnę domową. Pierwszy kalif sunnitów, wysłał swoje armie przeciwko innym towarzyszom proroka, jak i plemionom arabskim, które odmówiły złożenia mu przysięgi na wierność. Aisza, córka Abu Bakra, walczyła z Alim w bitwie wielbłądziej, którą przegrała, Mu’awija I założyciel sunnickiej dynastii Umajjadów, starł się z Alim w bitwie pod Siffin, syn i następca Mu'awiji, drugi kalif sunnickiej dynastii Umajjadów Jazid I, zabił Husajna ibn Alego (wnuk Mahometa, syn Fatimy i Alego, młodszy brat Hasana) w bitwie pod Karbalą. Prześladowania dalszej rodziny proroka i muzułmanów którzy obrali ich stronę, trwają do dzisiaj.

### Umajjadzi
Wnuk Mahometa, Husajn ibn Ali, odmówił złożenia przysięgi wierności i zaakceptowania władzy sunnickiego kalifa Jazida I. Wkrótce po tym, w 680 roku, Jazid wysłał tysiące żołnierzy kalifatu Umajjadów, aby rozpoczęli oblężenie karawany Husajna. Podczas bitwy pod Karbalą, po odparciu wojsk umajjadzkich przez sześć dni, Husajn i jego siedemdziesięciu dwóch towarzyszy zostało zabitych, następnie ściętych, a ich głowy zostały wysłane z powrotem do kalifa w Damaszku. Podczas gdy męczeństwo imama Husajna zakończyło perspektywę bezpośredniego zagrożenia wobec władzy sunnickiego kalifatu Umajjadów, to wydarzenie także ułatwiło szyitom uzyskanie argumentu do moralnego oporu wobec panującej dynastii i jej żądań. Pozostali członkowie rodziny Mahometa zabici za panowania sunnickich Umajjadów to: Ali ibn Husajn został otruty z rozkazu kalifa Al-Walida, Muhammad al-Bakir otruty za panowania kalifa al-Malika.

### Abbasydzi
Po upadku kalifatu Umajjadów prześladowania dalszej rodziny proroka Mahometa i szyitów były kontynuowane za panowania sunnickiego kalifatu Abbasydów. Kolejnymi ofiarami byli Dżafar as-Sadik, otruty z rozkazu kalifa Al-Mansura, Musa al-Kazim, z rozkazu Harun ar-Raszida, Ali ar-Rida, otruty za panowania Al-Mamuna, Mahomet al-Dżawad otruty przez Al-Mutasima, Hasan al-Askari, otruty z rozkazu kalifa Al-Mu’tamida.
Po mongolskim złupieniu stolicy kalifatu abbasydów, mimo że Mongołowie byli szamanistami, uprzedzenia wobec szyitów stały się częstsze: sunnici oskarżali ich o każde nieszczęście i problem.

### Prześladowania za Seldżukidów/imperium Osmańskiego
W odpowiedzi na wzrost popularności islamu szyickiego Imperium Osmańskie wymordowało muzułmanów szyickich w Anatolii. W 1514 roku sułtan osmański Selim I Groźny nakazał masakrę 40 000 szyitów anatolijskich. Według Dżalala Al-e-Ahmada, "Sułtan Selim I posunął się do takiego stopnia iż stwierdził, że zabicie jednego szyity ma większą wartość w tym świecie i następnym jak zabójstwo 70 chrześcijan". Setki tysięcy szyitów zostało zabitych w imperium Osmańskim, w tym Alewici w Turcji, Alawici w Syrii i szyici w Libanie.

### Syria
Alawici wyznający synkretyczny prąd religijny byli poddawani intensywnej sunnifikacji za panowania sułtanatu mameluków. Muhammad Ibn Battuta pisał, iż mamelucy rozkazali wybudować meczet sunnicki w każdej alawickiej wiosce, na co alawici odpowiedzieli budując je na obrzeżach swoich siedlisk w celu trzymania w nich zwierząt hodowlanych. Po upadku mameluków, władzę nad regionem przejęło imperium Osmańskie. Alawitów poddawano fizycznej eksterminacji, ostatecznie sprowadzając ich do roli poddańczej wobec władców sunnickich. Do upadku imperium osmańskiego, alawitom nie wolno było nawet zeznawać w sądzie. Utworzenie Francuskiego Mandatu Syrii, otworzyło mniejszościom religijnym (chrześcijanom i alawitom) w regionie szansę na awans społeczny (głównie w administracji i siłach zbrojnych). Po przejęciu w 1970 władzy przez sekularną partię Baas, w tym Hafiza al-Assada, Syria stała się sekularnym i wieloreligijnym państwem zarządzanym przez sunnitów jak i mniejszości religijne (głównie alawitów) nad większością sunnicką, co było nie do zaakceptowania przez radykałów sunnickich. Kulminacją niezadowolenia radykałów sunnickich było powstanie islamistów w Syrii, a następnie wybuch wojny w tym kraju.

### Indie
W przeszłości szyici w Indiach spotykali się z prześladowaniami ze strony niektórych władców sunnickich i cesarzy Mogołowych, w wyniku czego męczeństwo ponieśli indyjscy szyiccy uczeni jak Kazi Nurullah Szustari (znany również jako Shahid-e-Thaalis, trzeci męczennik) i Mirza Mahomet Kamil Dehlawi (znany również jako Shahid-e - Rabaj, czwarty męczennik), którzy są dwoma z pięciu męczenników islamu szyickiego. Na przestrzeni wieków, szyici byli prześladowani także w indyjskim Kaszmirze przez sunnickich najeźdźców z regionu, co doprowadziło do śmierci wielu szyitów i w rezultacie większość z nich zmuszona była do ucieczki z regionu.
W nadchodzących latach szyici w Kaszmirze musieli przejść przez najtrudniejszy okres w swojej historii. Kradzieże, rabunki, morderstwa i pogromy stały się znane jako "Taarajs" praktycznie zdewastowały historyczną społeczność szyicką tego rejonu. Historia zna dziesięć takich Taarajs, znanych również jako 'Taraj-e-szia', w okresie od XV do XIX wieku – w 1548, 1585, 1635, 1686, 1719, 1741, 1762, 1801, 1830 i 1872 – podczas którego szyickie miejsca zamieszkania były rabowane, ludzie zabijani, biblioteki palone i ich miejsca duchowe sprofanowane. Społeczność, ze względu na trudności, udawała się w praktykę takijji w celu zachowania własnego życia.

### Chiny
Większość zagranicznych niewolników w Sinciang stanowili szyici-ismailici z tadżyckiej mniejszości w kraju. Sunniccy muzułmanie tureckiego pochodzenia nazywali ich galcha i brali w niewolnictwo, ponieważ szyici "różnili się" od sunnickich tureckich mieszkańców. Muzułmanie szyiccy byli sprzedawani jako niewolnicy w Hoten.

## Czasy współczesne
Jest to niekompletna lista przykładów antyszyickich prześladowań.

### Afganistan
10-20% Afgańczyków to muzułmanie szyiccy. Jakkolwiek, byli poddani zorganizowanej eksterminacji pod rządami Talibów. Do dziś, cywile szyiccy padają ofiarami sunnickich terrorystów. W grudniu 2015 roku, 7 szyitów (w tym 13-letni chłopczyk i 9-letnia dziewczynka) zostało porwanych przez terrorystów, wszystkim obcięto głowy. Wydarzenie to doprowadziło do masowej demonstracji w Kabulu ze strony afgańskiej mniejszości szyickiej, jaką są głównie Hazarowie. 24 lipca 2016 roku, dwóch członków Państwa Islamskiego wysadziło się w powietrze w Kabulu podczas szyickiej manifestacji, zginęło ponad 80 cywili, 300 zostało rannych.

### Bangladesz
Jest wiele przypadków przemocy wobec szyitów w Bangladeszu. Na przykład, 24 stycznia 2015 roku, meczet szyicki został wysadzony w powietrze, jedna osoba zginęła, a wiele zostało rannych. Inny niedawno przeprowadzony atak miał miejsce w Haripur w Shibganj w Bogrze. Muezzin został zastrzelony w szyickim meczecie i co najmniej cztery osoby, w tym imam, zostały ranne podczas modlitwy Maghrib.

### Bahrajn
Większość (ponad 70%) ludności Bahrajnu stanowią szyici. Rządząca sunnicka rodzina al-Chalifa, przybyła do Bahrajnu z Kataru pod koniec XVIII-wieku. Szyici twierdzą, że rodzinie Al-Chalifa nie udało się zdobyć legitymacji w Bahrajnie, owa także ustanowiła system "politycznego apartheidu, opartego na rasowej, religijnej i plemiennej dyskryminacji". Vali Nasr, czołowy irański ekspert do spraw Bliskiego Wschodu i świata islamskiego, powiedział "dla szyitów, rządy sunnickie to jak żyć w aparthaidzie".

#### Powstanie w 2011

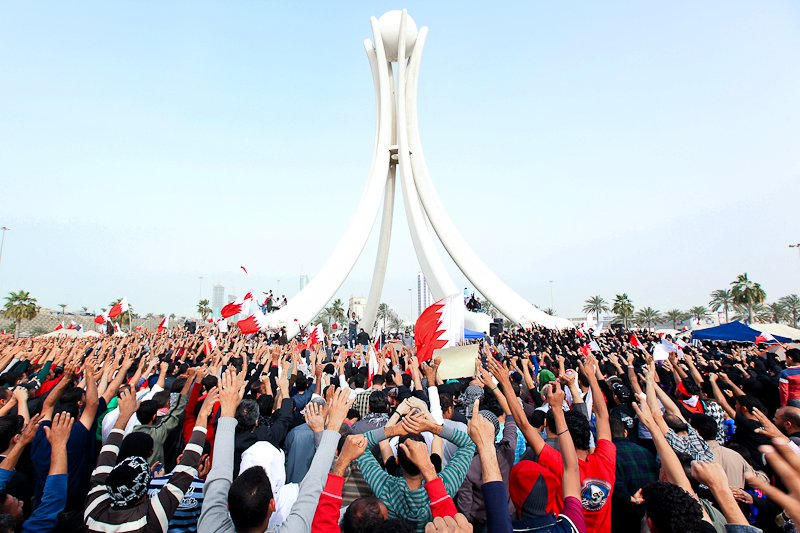
Powstanie w Bahrajnie przeciwko dyktatorskim rządom sunnickiej rodziny al-Chalifa

Około 1000 mieszkańców Bahrajnu zostało zatrzymanych po pro-demokratycznym powstaniu 2011 roku. Bahrańskie i międzynarodowe organizacje praw człowieka zarejestrowały setki przypadków tortur i złego traktowania szyickich więźniów. Sunnicki rząd podjął kroki które wyszły poza zdławienie politycznego sprzeciwu, wprowadzając działania "psychicznie upokarzające dla większości szyickiej aby ją zmusić do cichego podporządkowania".

#### Apartheid
Dyskryminacja w stosunku do muzułmanów-szyitów w Bahrajnie jest tak poważna i systematyczna iż cały szereg źródeł (magazyn "Time", Vali Nasr, Icchak Nakasz, Counterpunch, Bahrajńskie Centrum Praw Człowieka, itp.) używają terminu "apartheid", opisując ją.
Amin Izzadeen piszący w "Daily Mirror" stwierdził, że "po rozpadzie reżimu apartheidu w Południowej Afryce, Bahrajn pozostał jedynym krajem w którym mniejszość dyktuje zasady większości. Ponad 70 procent Bahrajńczyków to muzułmanie szyiccy, lecz nie mają oni nic do powiedzenia w sprawach rządzenia."
Christian Science Monitor opisuje Bahrajn jak praktykujący "formę religijnego apartheidu poprzez zakazanie szyitom pracy na kluczowych stanowiskach rządowych czy służby w policji bądź wojsku. Agencje bezpieczeństwa w kraju są obsadzone sunnitami z Syrii, Pakistanu i Beludżystanu, którzy także dostają obywatelstwo Bahrajnu w przyspieszonym, ekspresowym tempie, pomimo sprzeciwu i rozczarowania miejscowej ludności szyickiej."

### Egipt
Szyici twierdzą, że ich liczba przekracza jeden milion, wahabici mówią, że jest ich tylko kilka tysięcy. Szacowana liczebność szyitów w Egipcie wynosi od 800 000 do dwóch-trzech milionów.
Według Briana Whitaker'a, w Egipcie, mała populacja szyicka jest ofiarą prześladowań ze strony władz które traktują ją z podejrzeniem, notorycznie dochodzi do aresztowań - rzekomo ze względów bezpieczeństwa - gdzie zatrzymani szyici ulegają wielokrotnym poniżeniom i torturom, ze strony pracowników organów bezpieczeństwa państwa, za ich przekonania religijne. Przez dziesięciolecia, organizacje międzynarodowe, w tym ONZ, Human Rights Watch i Amnesty International, udokumentowały przypadki prześladowań egipskich szyitów za ich przekonania religijne. W grudniu 2012 r. raport UNHCR, organizacji ONZ ds. uchodźców, stwierdził fakt że szyici wciąż nie mogą otwarcie brać udziału w swoich rytuałach religijnych w Egipcie. Hassiba Hadj Sahraoui powiedział UNHCR iż wiele grup jest prześladowanych za rzekome "bluźnierstwo." Amerykańska Komisja ds. międzynarodowej wolności religijnej w dalszym ciągu określa Egipt jako "kraj, który wywołuje szczególny niepokój" z powodu systematycznego łamania wolności religijnej. W grudniu 2011 r. egipskie siły bezpieczeństwa w Kairze nie dopuściły setek szyitów do obserwacji uroczystości żałobnych w dniu Aszury w szyickim meczecie El-Hussein. Policjanci siłą usunęli szyitów z meczetu, po tym jak ugrupowania radykalnie sunnickie oskarżyły ich o "barbarzyńskie rytuały".

### Indie
Dzisiejsze Indie są świeckim państwem i muzułmanie szyiccy w kraju mogą wyznawać swoją wiarę swobodnie. Ponadto, dzień Aszury, określany jako Moharram, jak i dzień urodzin Alego są uznawane jako święta państwowe.
Jednak szyitom w Kaszmirze (sporna prowincja pod kontrolą indyjską o większości muzułmanów sunnickich), nie wolno obserwować żałoby w dzień Aszury. Rząd stanu Dżamm i Kaszmir ustanowił ograniczenia w stosunku do procesji Muharram, co jest zaprzeczeniem prawa do wolności wyznania gwarantowanym wszystkim obywatelom Indii. Każdego roku zdarzają się starcia między żałobnikami a indyjską strażą graniczną w przeddzień rocznic żałobnych.

### Indonezja
29 grudnia 2011 r. w Nangkrenang, Sampang, Madura szyicka szkoła religijna z internatem, dom szkolnego doradcy, jak i dom dyrektora placówki zostały spalone przez okolicznych mieszkańców przy pomocy osób z zewnątrz. Indonezja jest krajem o największej populacji muzułmańskiej na świecie, w którym dominują sunnici. Następnego dnia po incydencie, w Dżakarcie sunnicki duchowny powiedział: "To była ich własna wina. Założyli pesantren (islamska szkoła) w sunnickiej dzielnicy. Ponadto, bycie szyitą jest wielkim błędem. Prawdziwą nauką jest ta sunnicka i Bóg akceptuje tylko muzułmanów sunnickich. Jeśli szyici chcą żyć w pokoju, muszą odpokutować i nawrócić się."
Amnesty International odnotowało liczne przypadki zastraszania i przemocy wobec mniejszości religijnych w Indonezji ze strony radykalnych sunnickich ugrupowań, organizacja także wezwała rząd indonezyjski aby ten zapewnił ochronę dla setek szyitów, którzy zostali zmuszeni aby wrócić do swojej woski w prowincji Wschodnia Jawa.

### Irak

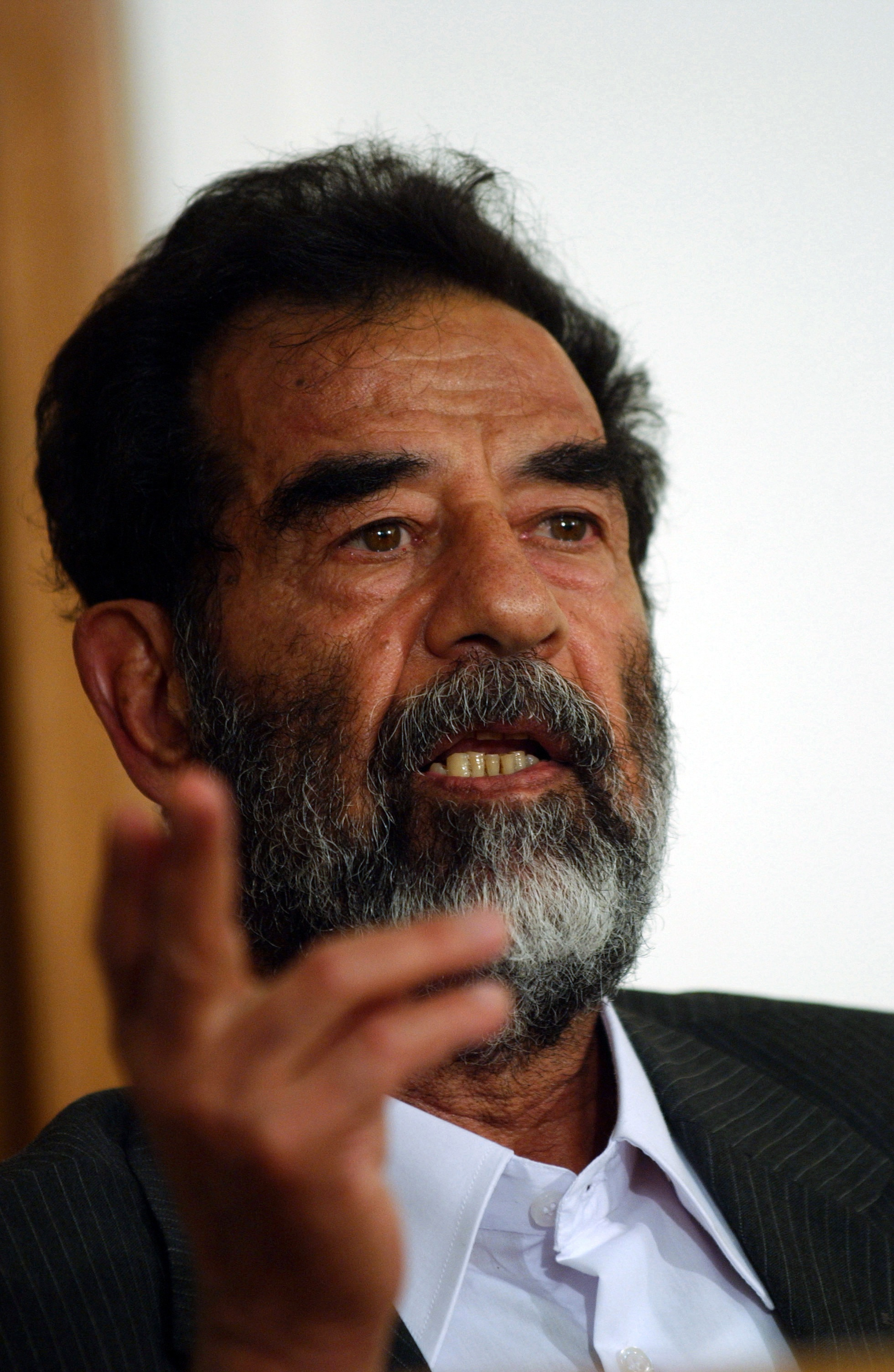
Saddam Husajn został skazany na śmierć za doprowadzenie do masakry 148 szyickich cywilów w wiosce Dudżail w 1982

Kraj posiada populację szyicką w wysokości 65% obywateli, co odpowiada 24 milionom ludzi z 37 milionów. Mniejszość sunnicka (wliczając zsekularyzowanych Kurdów) stanowi 30%, chrześcijanie 5%.
Przez cały XX wiek większość szyicka w kraju była systematycznie marginalizowana i pozbawiona jakichkolwiek realnych wpływów polityczno-gospodarczych, na rzecz rządzącej mniejszości sunnickiej; krajem rządziły absolutne monarchie sunnickie Umajjadów, Abbysydów czy imperium Osmańskiego. Po rozpadzie tego ostatniego, Irak został przydzielony Brytyjczykom jako kolonia, gdzie Ci ustanowili u władzy sunnicką monarchię absolutną Haszymidów, która była nie akceptowana przez chrześcijan (powstanie w 1933), szyitów (powstania zbrojne w 1935 i 1936), jezydów (powstanie w 1935) i Kurdów (powstanie w 1935). Po obaleniu Haszymidów Irakiem rządziła partia Baas z jej dyktatorem, Saddamem Husajnem.
Prześladowania irackiej społeczności szyickiej za rządów dyktatora, rozpoczęły się na długo przed 1979. W 1971 roku, z rozkazu Saddama, wydalono sto tysięcy irackich i kurdyjskich szyitów do Iranu, w 1980 roku wydalono dalsze czterdzieści tysięcy. W grudniu 1974 roku, Saddam nakazał aresztowanie siedemdziesięciu pięciu liderów szyickiej partii politycznej Zew Islamu; pięciu stracono.
Pomimo początkowego głoszenia haseł pan-arabizmu, socjalizmu i równości obywateli, partia Baas została zdominowana kadrowo przez mniejszość sunnicką, a 24-letnie dyktatorskie rządy Husajna były naznaczone nagminnym łamaniem praw człowieka i udokumentowaną śmiercią (nie wliczając wojen wypowiedzianych Iranowi i Kuwejtowi) ponad 500 000 Irakijczyków; 300 000 Kurdów i ponad 200 000 szyitów. We wczesnych latach 90. XX wieku, Saddam rozpoczął kampanię sunnifikacji kraju pod nazwą "kampania powrotu do wiary" (ar. al-Hamlah al-Imaniyyah). W 1991 roku, do irackiej flagi dodano takbir (Allahu Akbar, co oznacza "Bóg jest wielki"). Do kraju zaproszono duchownych z Arabii Saudyjskiej. Rząd iracki rozpoczął odnowę i budowę meczetów sunnickich, studia koraniczne i islamskie wprowadzono jako przedmiot obowiązkowy w publicznych szkołach, życie nocne w większych miastach zepchnięto do podziemia, a za publiczną konsumpcję alkoholu groziła kara więzienia. Prawo zaktualizowano o kary wynikające z sunnickiego prawa szariatu; złodziejstwo i dezercja były karane amputacjami, a złapane prostytutki ścinano mieczem. Saddam oprócz duchownych saudyjskich, zwrócił się także w stronę rodzimych grup radykalnie sunnickich, które teraz tolerowane przechodziły renesans. Po inwazji sił koalicji w 2003 roku, przytłaczająca większość lojalistów partii Baas i zwolenników Saddama, przystąpiła teraz do zbrojnej walki przeciwko zdominowanemu przez szyitów, kurdów i chrześcijan rządowi w Bagdadzie. Większość z nich wstąpiła w szeregi terrorystycznych organizacji radykalnie sunnickich, takich jak Al-Ka’ida, następnie tworząc Państwo Islamskie. Jednym z wielu sławniejszych wyższych rangą ludzi z osobistego kręgu Saddama którzy stali się sunnickimi dżihadystami jest Abdullah al-Dżanabi, dzisiaj jest wahhabickim duchownym którzy zasiada w radzie religijnej przy liderze PI. Innym jest Abu Muslim al-Turkmani, przed 2003 generał irackiej armii, dzisiaj w radzie nadzorczej Państwa Islamskiego. Źródła CIA mówią o tym, iż praktycznie cały zarząd Państwa Islamskiego, razem z jego radą religijną, bazuje na byłych ludziach Saddama, naliczono ich do tej pory 160. Amatzia Baram podsumowuje powstanie Państwa Islamskiego w swojej książce pisząc iż "PI jest tworem Saddama."
Od momentu obalenia dyktatury, Irak jest państwem demokratycznym które jest zdestabilizowane przez akty terroryzmu dokonywane ręką radykalnych organizacji sunnickich, rodzimych jak i zagranicznych. W 2003 roku, mniejszość sunnicka straciła władzę w kraju i odrzucając proces pokojowy wypowiedziała wojnę totalną szyickiej większości, gdzie głównymi ofiarami sunnickiego terroryzmu są szyiccy i chrześcijańscy cywile.

### Malezja
Malezja prawnie zakazała szyitom promować nauki ich szkoły islamskiej. W dniu 24 września 2013 roku, 16 szyitów zostało aresztowanych za "rozpowszechnianie" ich wiary.
Malezyjski rząd stara się zapobiec rozprzestrzenianiu się islamu szyickiego, pomimo ludności szyickiej w kraju wynoszącej 250,000. Sekretarz generalny spraw wewnętrznych Datuk Seri Abdul Rahim Mohammad Radzi stwierdził w zeszłym roku że w całej Malezji szyici którzy stanowili małą wspólnotę w trzech obozach 10 lat temu, teraz liczą 250 000 ludności, w tym 10 aktywnie działających organizacji. "Rozwój technologii informatycznych jest jednym z czynników dla wzrostu popularności ich nauk, a owe rozprzestrzeniają się za pośrednictwem różnych serwisów społecznościowych," stwierdził Radzi, zaznaczając iż "ruch szyicki musi zostać wykorzeniony."
Malezyjski Akt Bezpieczeństwa Wewnętrznego z 1960 roku, był kilkukrotnie używany do docelowych prześladowań szyitów w kraju. Dziesięciu szyitów zostało aresztowanych w 1997 roku i jeszcze sześciu spotkał ten sam los w październiku 2000 roku. W grudniu 2010 roku, 200 szyitów zostało aresztowanych przez Selangorski Wydział Islamskiej Religijności za branie udziału w uroczystościach żałobnych Aszury. Cztery lata później, 114 szyitów zostało aresztowanych przez Wydział Islamskiej Religijności w Perak, przy pomocy malezyjskiej policji państwowej.

### Pakistan
Populacja szyicka w kraju oceniana jest na 10-15% ludności. Ojcem założycielem Pakistanu był muzułmanin szyita, Muhammad Ali Jinnah, który podkreślał, że każdy człowiek winien mieć prawo wyboru odnośnie do religii i stylu życia w nowo powstałym państwie. Ironicznie, po jego śmierci kraj uległ sunnickiej islamizacji. Tylko od 2012 do maja 2015 roku, 1905 szyitów zostało zamordowanych w Pakistanie z rąk radykalnych sunnickich milicji, których w kraju działa około 50. Aby zmaksymalizować straty pośród społeczności szyickiej, terroryści zazwyczaj atakują pełne meczety szyickie podczas obowiązkowych modłów piątkowych, bądź szyicką inteligencję: duchownych, lekarzy, prawników.

### Arabia Saudyjska

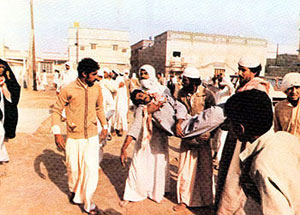
Zabity szyita po krwawo stłumionym powstaniu we wschodniej prowincji, 1979 rok, Arabia Saudyjska

Saudyjscy szyici stanowią 10-15% obywateli kraju. Przed siłowym zjednoczeniem kraju w 1932 roku, szyici rządzili królestwem zlokalizowanym we wschodniej części półwyspu arabskiego. W 1913 roku, tereny szyickiego królestwa zostały zajęte przez wahhabicką milicję. Duchowni wahabiccy zamknęli szereg meczetów szyickich, zabronili szyitom brać udziału w pielgrzymkach a także rozpoczęli wykładanie wahhabizmu w meczetach szyickich tak aby siłowo zmusić szyitów do przejścia na islam sunnicki w jego wahhabickiej wersji. Aby eradykować muzułmańskie zwyczaje, a także obecność islamu szyickiego poza wschodnią prowincją, w 1926 roku Abd al-Aziz ibn Su’ud rozkazał zniszczenie cmentarza Al-Baqi' na terenie którego zostało pochowanych wielu członków rodziny proroka Mahometa, jak i jego towarzysze broni. Cmentarz był odwiedzany przez muzułmanów sunnickich, jak i szyickich, aby oddać cześć ważnym postaciom z historii islamu. Jakkolwiek, według wahhabickiej doktryny, odwiedzanie grobów zmarłych po ich śmierci jest zakazane. W 1975 roku zniszczono grób potomka proroka, którym był szósty imam szyicki, Dżafar as-Sadik. W 1987 roku, 300 pielgrzymów szyickich z Iranu zostało zabitych podczas hadżu w momencie kiedy saudyjska policja otworzyła do nich ogień. W 1998 roku, pomimo protestów światowej społeczności muzułmańskiej, wahabici zrównali z ziemią grób Aminy bint Wahb, matki Mahometa, dodatkowo go podpalając benzyną.
Znaczący wahabiccy duchowni notorycznie ogłaszają fatwy określające muzułmanów szyickich mianem niewiernych i apostatów, którym należy się śmierć. Abdul Rahma al-Dżibrin, członek saudyjskiej Wyższej Rady Uczonych, ogłosił fatwę w 1994 roku sankcjonującą morderstwa muzułmanów szyickich, w 2007 roku odnowił ją stwierdzając iż "szyici są największym wrogiem muzułmanów." Za naukami wahhabickich teologów historycznych jak Ibn Tajmijja czy Muhammad Ibn Abd al-Wahhab, a także współczesnych, saudyjskie media, jak i system oświaty, podtrzymują teorie jakoby szyici byli "konspiracją judeo-chrześcijańską." W swoich szkołach, Państwo Islamskie używa oficjalnych saudyjskich podręczników które uczą iż "chrześcijanie, żydzi i szyici odpowiadają za konspirację mającą na celu zniszczyć islam." Tak samo jak duchowni saudyjscy, PI wielokrotnie cytowało wahhabickie fatwy ibn Tajmijji i al-Wahhaba do usprawiedliwienia ludobójstwa na jezydach, chrześcijanach i szyitach.
Human Rights Watch i Amnesty International w swoich raportach non-stop piszą iż sytuacja szyitów na świecie pogarsza się coraz bardziej przez działania Arabii Saudyjskiej, na które oko przymykają najbliżsi zachodni sojusznicy królestwa jak USA i Wielka Brytania.

### Turcja
Największą religią w kraju jest islam, oficjalnie 99.8%Turków jest muzułmanami sunnickimi gdyż statystyki oficjalne nie wyróżniają szyitów i traktują ich jako sunnitów; szacuje się, że szyici stanowią 25-30% (alewici 20-25%, imamici, bektaszyci, alawici i inni około 5-10%) obywateli Turcji, a sunnici 70-75%. Republika Turcji powstała po I wojnie światowej na gruzach Imperium Osmańskiego. Od 1928 roku, kraj jest oficjalnie państwem sekularnym w którym prawnie panuje rozdział religii i władzy świeckiej, w duchu reform rozpoczętych przez Mustafa Kemal Atatürka. Jakkolwiek, na przestrzeni ostatnich lat, nastąpiła powolna islamizacja (sunnifikacja) kraju. Partia Sprawiedliwości i Rozwoju z prezydentem Recep Tayyip Erdoğanem, zniosła zakaz noszenia hidżabów w miejscach pracy i placówkach oświaty. Odnowiono setki meczetów sunnickich, jak i zbudowano nowe. Ministerstwo Wyznań Religijnych (Diyanet İşleri Başkanlığı), urząd administracji rządowej zajmujący się administracją miejsc religijnych, a także akceptowaniem i opłacaniem sunnickich imamów w kraju, zostało oryginalnie ustanowione, aby kontrolować treści wykładane w meczetach tak, aby były zgodne z laicką naturą nowej republiki, przez krytyków dzisiaj określane mianem rządowej instytucji służącej islamizacji kraju. Pomimo iż każdy (chrześcijanie, sunnici, szyici, ateiści) obywatel Turcji jest zobowiązany opłacać Diyanet, urząd z pozyskanych środków promuje tylko nauki islamu sunnickiego.
W 1993 roku, po piątkowych modłach, tłum muzułmanów sunnickich otoczył hotel Madimak w Sivas następnie go podpalając, 35 alewitów spłonęło żywcem. Policja, wojsko i straż pożarna nie powstrzymały napastników przed podłożeniem ognia. W 1995 roku, w Stambule, nieznani sprawcy otworzyli ogień do alewitów, zamieszki które wybuchły zostało krwawo stłumione przez policję, 15 alewitów straciło życie. Inną formą prześladowań jest budowanie meczetów sunnickich na terenach zamieszkanych przez alewicką mniejszość, wysyłanie imamów sunnickich aby "nawracali" alewitów, a także zakaz budowy alewickich domów modlitwy (cemevi). W 2016, Europejski Trybunał Praw Człowieka ogłosił wyrok w sprawie wniesionej przeciwko Turcji, stwierdzając iż kraj jawnie dyskryminuje mniejszość alewicką ograniczając wolność religijną swoich obywateli.